# Каф (буква арабского алфавита)
Каф (араб. قاف‎) — двадцать первая буква арабского алфавита. Обозначает увулярный согласный звук [q], похожий на русское «к», но произносимый глубже в горле. Каф относится к «лунным» буквам.

## Соединение
Обособленное (отдельное) начертание буквы Каф выглядит так: ق; в начале слова — так: قـ; в середине слова — так: ـقـ; и в конце слова — так: ـق.

## Абджадия
Согласно древнему «абджадному» порядку присвоения буквам числовых соответствий буква каф соответствует числу 100. 

## Произношение

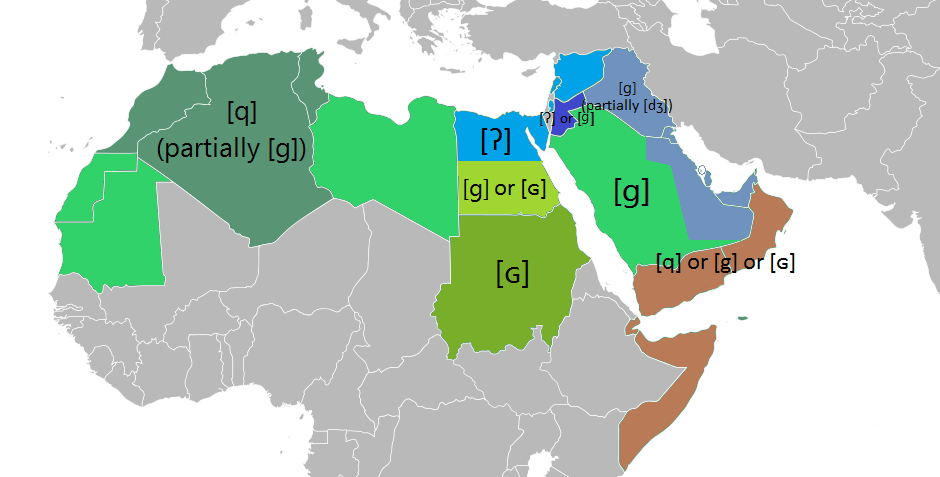
Основные варианты произношения каф ⟨ق⟩ в арабских диалектах

В разных диалектах арабского языка звук, передаваемый буквой каф, произносится по-разному.
основные варианты произношения
- [q]: арабский литературный язык, Тунис, Алжир, Марокко, частично Йемен, Оман, Ирак, Левант (друзы, алавиты)
- [ɡ]: Аравийский полуостров, север и восток Йемена, частично Оман, южный Ирак, север Иордании, верхний Египет, Судан, Ливия, Мавритания, и иногда в других странах
- [ʔ]: Левант, Египет и некоторые североафриканские города

другие варианты
- [ɢ]: Судан, некоторые формы йеменского диалекта
- [k]: палестинские деревенские диалекты
- [d͡ʒ]: частично Ирак, запад Аравийского полуострова
- [d͡z]: Неджд
- [ɣ] ~ [ʁ]: редко Судан и Йемен

Существуют также маргинальные варианты:[d͡z], [d͡ʒ], [d͡ʒ], [ɣ] ~ [ʁ].

### Объяснение стандартного произношения
Ковалёв А. А., Шарбатов Г. Ш. в «Учебнике арабского языка»[страница не указана 1937 дней] пишут, что: «Звук „к̣“ — глубоко-задненебный шумный взрывной глухой согласный. При артикуляции звука „к̣“ задняя часть языка отодвигается назад вверх, вплотную примыкая к задней части мягкого неба над язычком. После выдержки произносится звук „к̣“ при резком отрыве язычка от мягкого нёба.
Весь речевой аппарат при артикуляции „к“ напряжен.
Струя воздуха проходит через полость рта, так как мягкое небо поднято».
Сегаль В. С. в «Начальном курсе арабского языка»[страница не указана 1937 дней] акцентирует внимание на том, что: «При произнесении арабского „к̣“ соприкосновение происходит ещё глубже (чем русская к), так глубоко, как только можно: между корнем языка и самой глубокой частью мягкого неба».
Халидов Б. З. в «Учебнике арабского языка»[страница не указана 1937 дней] отмечает: «Арабский „к̣“ — это твердый согласный, и на соседние с ним гласные он оказывает такое же влияние, как и эмфатические зубные».
Юшманов Н. В. в «Грамматике литературного арабского языка»[страница не указана 1937 дней] совсем лаконичен: «„к̣“ язычковое, напряженное».

## В других языках
В персидском языке буква к̣аф(ق) используется для обозначения звука /ɢ/. В аварской и кумыкской письменности соответствует букве къ и обозначает звуки /q/ или /q'/.